# Saint-Pardoux-la-Croisille
Saint-Pardoux-la-Croisille – miejscowość i gmina we Francji, w regionie Nowa Akwitania, w departamencie Corrèze.
Według danych na rok 1990 gminę zamieszkiwały 173 osoby, a gęstość zaludnienia wynosiła 11 osób/km² (wśród 747 gmin Limousin Saint-Pardoux-la-Croisille plasuje się na 455. miejscu pod względem liczby ludności, natomiast pod względem powierzchni na miejscu 425.).